# NGC 2657
NGC 2657 je galaksija u zviježđu Raku.

## Vanjske poveznice
- SEDS: NGC 2657